# Rezerwat przyrody Źródła rzeki Łyny im. prof. Romana Kobendzy
Rezerwat przyrody Źródła rzeki Łyny im. prof. Romana Kobendzy – rezerwat przyrody nieożywionej położony w województwie warmińsko-mazurskim, w gminie i nadleśnictwie Nidzica, w okolicy wsi Orłowo i Łyna, u źródeł rzeki Łyny.
Głównym celem założenia rezerwatu było zachowanie obszaru źródliskowego Łyny oraz ochrona wstecznej erozji źródliskowej. Teren rezerwatu to głównie lasy mieszane.
Rezerwat został utworzony w 1959 roku na powierzchni 103,41 ha. W 1967 roku powiększono go do 121,04 ha. Obecnie powierzchnia rezerwatu wynosi 122,22 ha.
Rezerwat nazwano na cześć Romana Kobendzy (1886–1955) – botanika, dendrologa, profesora SGGW, który odkrył i badał źródła rzeki Łyny, a w 1937 roku współtworzył statut tego rezerwatu.
Rezerwat nie posiada planu ochrony, obowiązują w nim jednak zadania ochronne, na mocy których obszar rezerwatu podlega ochronie czynnej.